# Garantia de emprego
A garantia de emprego é uma proposta de política econômica que visa fornecer uma solução sustentável para a inflação e o desemprego. Seu objetivo é criar pleno emprego e estabilidade de preços, fazendo com que o Estado prometa contratar trabalhadores desempregados como empregador de último recurso.
A postura de política econômica atualmente dominante em todo o mundo usa o desemprego como uma ferramenta de política para controlar a inflação. Quando a inflação aumenta, o governo adota uma política fiscal ou monetária contracionista, com o objetivo de criar um estoque amortecedor de desempregados, reduzir as demandas salariais e, finalmente, a inflação. Quando as expectativas inflacionárias diminuem, a política expansionista visa produzir o efeito oposto.
Por outro lado, em um programa de garantia de emprego, um estoque amortecedor de pessoas empregadas (employed in the job guarantee program) empregadas no programa de garantia de emprego) destina-se tipicamente a fornecer a mesma proteção contra a inflação sem os custos sociais do desemprego, portanto, potencialmente cumprindo o duplo mandato de pleno emprego e estabilidade de preços.

## Concepção
A proposta de Garantia de Emprego é frequentemente associada a certos economistas pós-keynesianos, particularmente no Centro de Pleno Emprego e Equidade (Universidade de Newcastle, Austrália), no Levy Economics Institute (Bard College) e na Universidade do Missouri – Kansas City, incluindo o Center for Full Employment and Price Stability.
A Garantia de Emprego baseia-se em uma tradição de justiça social do direito ao trabalho, como a Declaração Universal dos Direitos Humanos das Nações Unidas e a Lei de Emprego de 1946, e uma forma inicial foi proposta por Hyman Minsky.
A proposta de Garantia de Emprego foi concebida independentemente por Bill Mitchell (1998), e Warren Mosler (1997–98). Desde então, foi desenvolvido por autores, incluindo L. Randall Wray (1998), e um tratamento abrangente dele aparece em Mitchell e Muysken (2008).